# 所罗门群岛国徽
所罗门群岛國徽是一面盾徽。上部藍地，兩隻軍艦鳥代表東部地區，中間的鷹代表馬萊塔區。下部黃地，有綠色X形圖案，交叉的矛、盾和弓箭代表中部和其他地區，海龜代表西部地區。盾徽上方繪有頭盔、太陽和船的圖案。兩側由一鱷魚和鯊魚守護著，基部為抽象化的軍艦鳥圖案。飾帶上書有國家格言「領導就是服務」。

## 歷史國徽和徽章

所羅門群島徽章（1906–1947）
所羅門群島徽章（1947–1956）
所羅門群島徽章（1956–1978）